# Фоминская (Великоустюгский район)
Фоминская — деревня в Великоустюгском районе Вологодской области России.
Входит в состав сельского поселения Трегубовское (до 2015 года была в составе Нижнешарденгского сельского поселения).
Расстояние по автодороге до районного центра Великого Устюга — 33 км, до бывшего центра муниципального образования Пеганово — 8 км. Ближайшие населённые пункты — Большой Двор, Верхнее Алешково, Биричево, Оброчная, Рыжково.

## Население
По переписи 2002 года население — 7 человек.
| 2010 |
| ---- |
| 7    |